# René Andréo
Pour les articles homonymes, voir Andreo.
René Andréo, né le 7 janvier 1945 à Sète et mort dans la même ville le 15 avril 2022,, est un footballeur français qui évoluait au poste de défenseur.

## Biographie
René Andréo dispute le Championnat d'Europe de football juniors 1963. Il joue 23 matchs en Division 1 sous les couleurs du Nîmes Olympique. Il rejoint en 1974 le Montpellier PSCL en Division d'honneur et dispute douze rencontres avec le club. Il rejoint ensuite l'encadrement du club montpelliérain.
René Andréo décède le 15 avril 2022. Un hommage est rendu au Stade Louis Michel le soir même lors de la demi-finale de la Coupe de l'Hérault opposant le FC Sète à l'AS Pignan.